# Jajá
Pour le footballeur né en 1986, voir Jajá (football, 1986).
Jackson Avelino Coelho dit Jajá est un footballeur brésilien, né le 28 février 1986, qui évolue actuellement au club thaïlandais du Chiangrai United au poste d'attaquant.

## Biographie
Jajá est un jeune produit du club d'América. Il arrive en Europe au Feyenoord Rotterdam, et ce gratuitement en novembre 2004, mais est prêté directement au club belge du KVC Westerlo.
Après deux demi-saisons plutôt réussies en Belgique, Feyenoord s'en sépare et le vend en Espagne à Getafe CF pour un million d'euros en janvier 2006. Mais Jajá ne s'adapte pas en Espagne et après seulement deux matchs avec l'équipe première il est prêté au club brésilien de CR Flamengo, où il joue également peu (5 matchs).
Il est ensuite prêté en Belgique à Genk pour finir la saison 2007 (9 matchs et 1 but). L'année suivante il se refait une santé, prêté dans le club qu'il a révélé : le KVC Westerlo. Après 9 matchs et 4 buts d'inscrits il accepte un contrat en Ukraine pour rejoindre le Metalist Kharkiv en janvier 2008 pour 500 000 euros.
Avec le Metalist Kharkiv, il réalise une Coupe UEFA 2008-2009 surprenante en marquant 3 fois dont un doublé majestueux contre Beşiktaş et un but contre la Sampdoria.
Le 7 août 2010, il signe un contrat de 4 ans avec l'équipe turque de Trabzonspor. Le montant du transfert est évalué à 4,2 millions d'euros. Trabzonspor décide malheureusement de le mettre sur la liste des transferts pour des problèmes de discipline de sa part.
Après une saison assez bonne en Turquie, il signe contre toute attente aux Émirats arabes unis dans le club d'Al-Ahli Dubaï  du Championnat des Émirats arabes unis pour 4,5 millions d'euros.

## Palmarès

### En club
- Trabzonspor
  - Championnat de Turquie
    - Finaliste : 2011.

### Distinction personnelle
- Metalist Kharkiv
  - 2008 : Meilleur joueur du championnat ukrainien de l'année.

## Statistiques
| Saison      | Club                | Pays                    | Championnat         | Coupes nationales | Coupes continentales    | Sélection Brésil |
| ----------- | ------------------- | ----------------------- | ------------------- | ----------------- | ----------------------- | ---------------- |
| 2004 - 2005 | Feyenoord Rotterdam | Eredivisie              | -                   | -                 | -                       | -                |
| 2004 - 2005 | KVC Westerlo        | Jupiler League          | 12 matchs / 1 but   | -                 | -                       | -                |
| 2005 - 2006 | KVC Westerlo        | Jupiler League          | 18 matchs / 10 buts | -                 | -                       | -                |
| 2005 - 2006 | Getafe CF           | Primera División        | 2 matchs            | -                 | -                       | -                |
| 2006 - 2007 | CR Flamengo         | Série A                 | 5 matchs            | -                 | -                       | -                |
| 2006 - 2007 | Genk                | Jupiler League          | 9 matchs / 1 but    | -                 | -                       | -                |
| 2007 - 2008 | KVC Westerlo        | Jupiler League          | 9 matchs / 4 buts   | -                 | -                       | -                |
| 2007 - 2008 | Metalist Kharkiv    | Premyer Liha            | 11 matchs / 3 buts  | -                 | -                       | -                |
| 2008 - 2009 | Metalist Kharkiv    | Premyer Liha            | 23 matchs / 11 buts | 2 matchs / 2 buts | 10 matchs / 4 buts (C3) | -                |
| 2009 - 2010 | Metalist Kharkiv    | Premyer Liha            | 25 matchs / 16 buts | 1 match           | 2 matchs (C3)           | -                |
| 2010 - 2011 | Metalist Kharkiv    | Premyer Liha            | 2 matchs            | -                 | -                       | -                |
| 2010 - 2011 | Trabzonspor         | Süperlig                | 29 matchs / 12 buts | 1 match / 2 buts  | 1 match (C3)            | -                |
| 2011 - 2012 | Al-Ahli Dubaï       | UFL UAE Football League | 5 matchs / 1 but    | -                 | -                       | -                |

Dernière mise à jour le 26 décembre 2011